# Srijaya (Alang Alang Lebar)
Srijaya is een bestuurslaag in het regentschap Palembang van de provincie Zuid-Sumatra, Indonesië. Srijaya telt 22.233 inwoners (volkstelling 2010).